# Heike Sprehe

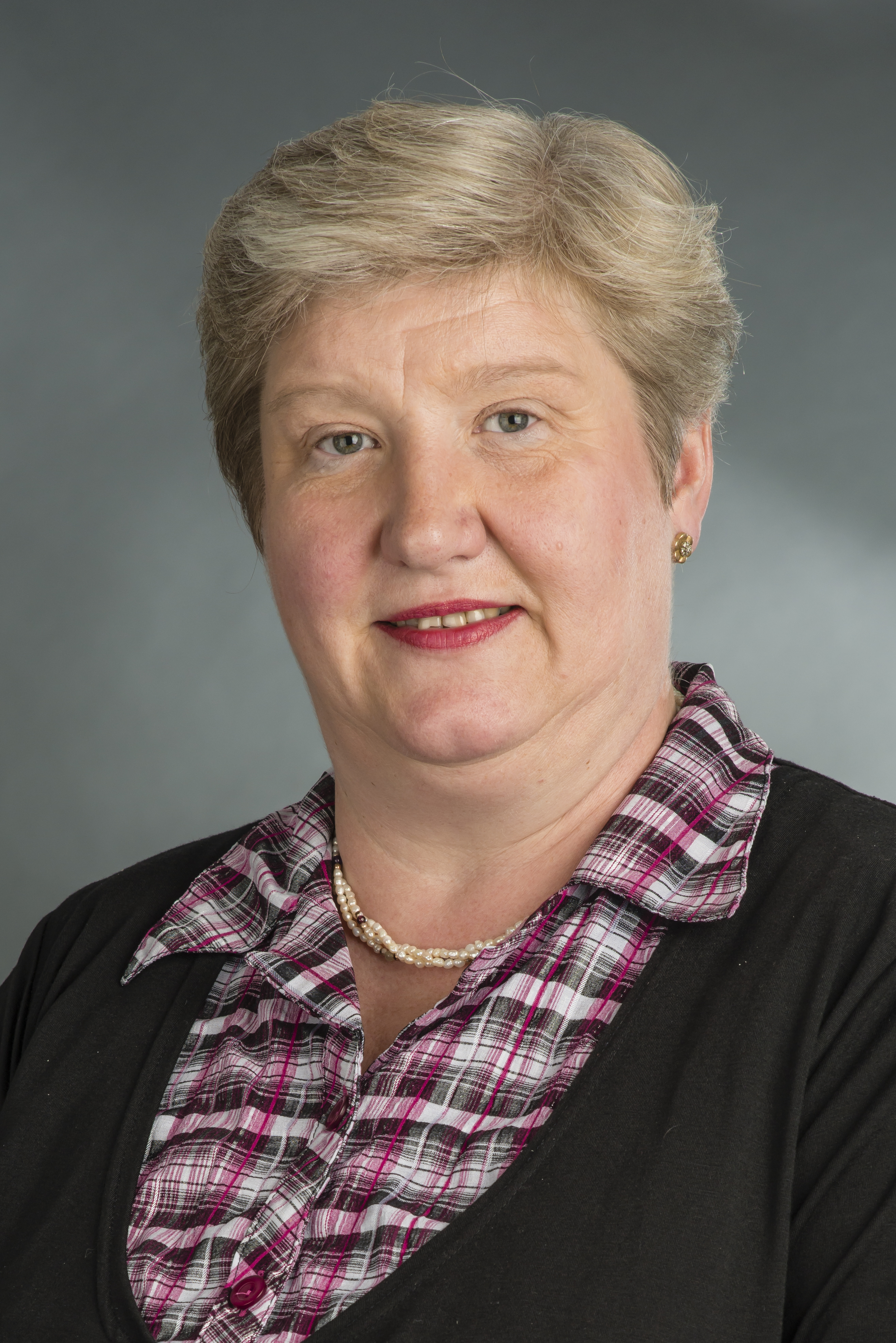
Heike Sprehe 2015

Heike Sprehe (* 24. Juni 1961 in Bremen) ist eine deutsche Politikerin (SPD). Sie war von 2015 bis 2019 Abgeordnete der Bremischen Bürgerschaft.

## Biografie

### Familie, Ausbildung und Beruf
Heike Sprehe stammt nach eigenen Angaben aus einem Arbeiterhaushalt: der Vater war Schlosser beim Bremer Vulkan, die Mutter Verkäuferin.
Sprehe besuchte von 1967 bis 1977 die Schule Fährer Flur und die Schule an der Kerschensteinerstraße in Bremen-Nord. Sie absolvierte eine Ausbildung im allgemeinen Verwaltungsdienst und ist als Verwaltungswirtin tätig, bis 1999 im Finanzressort und seit 2000 bei Performa Nord, wo sie Referatsleiterin wurde.
Sprehe ist verheiratet und wohnt in Bremen-Schönebeck.

### Politik
Sprehe trat 1983 der SPD bei. Von 2003 bis 2015 war sie Mitglied im Beirat Vegesack, von 2007 bis 2015 Beiratssprecherin.
Sie war von 2014 bis 2018 Unterbezirksvorsitzenden des Unterbezirks der SPD Bremen in Bremen-Nord und war ständiger Gast im Landesvorstand der SPD Bremen.
Sie war von der Bürgerschaftswahl 2015 bis 2019 Mitglied der Bremischen Bürgerschaft.
Sie arbeitete im
Ausschuss für die Gleichstellung der Frau (stellv. Mitglied),
Rechtsausschuss (Mitglied),
Ausschuss für Bürgerbeteiligung, bürgerschaftliches Engagement und Beiräte (Mitglied),
Betriebsausschuss Umweltbetrieb Bremen (Mitglied) und in der
Städtischen Deputation für Umwelt, Bau, Verkehr, Stadtentwicklung, Energie und Landwirtschaft (Mitglied).
Sie war verkehrspolitische Sprecherin der SPD Bürgerschaftsfraktion.
Seit 2019 ist sie wieder Mitglied im Beirat Vegesack und seit Mitte 2023 auch dessen Beiratssprecherin.
Seit September 2023 ist sie Deputierte der Bremischen Bürgerschaft in der Deputation für Mobilität, Bau und Stadtentwicklung.